# Oh! Calcutta!

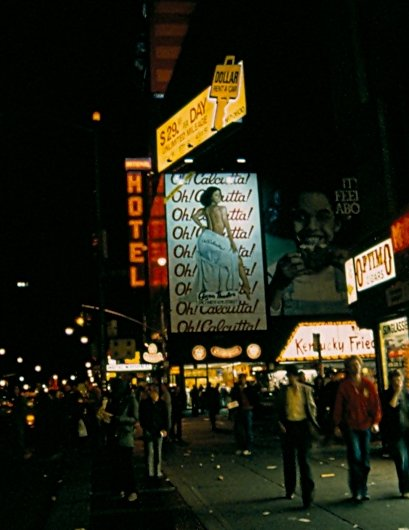
Cartel anunciando Oh! Calcutta! en Times Square en 1981

Oh! Calcutta! es un musical de vanguardia de Kenneth Tynan. El espectáculo, que consiste en una serie de sketches de contenido erótico, fue estrenado en Off-Broadway en 1969 y luego en Londres en 1970. En Londres tuvo más de 3900 representaciones, y, en Nueva York, superó las 1300. El reestreno en Broadway estuvo muy cerca de las 6000 representaciones, convirtíéndose en el musical de Broadway con mayor éxito en aquella época.
El espectáculo provocó una gran controversia, porque contenía escenas de desnudo integral, tanto masculinas como femeninas. El título está inspirado en el de la pintura de Clovis Trouille, "O quel cul t'as!" (¡Oh! ¡Que culo que tienes!), que en francés suena muy parecido a Oh! Calcutta!.